# Reeuwijk-Brug
Reeuwijk-Brug is een dorp behorende tot de gemeente Bodegraven-Reeuwijk in de Nederlandse provincie Zuid-Holland. Het dorp ligt ten noorden van Gouda en ten westen van de Reeuwijkse plassen. Het 8300 inwoners tellende dorp is de belangrijkste kern van de voormalige gemeente Reeuwijk, het gemeentehuis bevond zich in dit dorp. Na de fusie is het gemeentehuis onderdak gaan bieden aan een deel van de gemeentelijke organisatie. Het andere deel bevindt zich in Bodegraven.

## Topografie
Reeuwijk-Brug ligt ingeklemd tussen de A12 en de Reeuwijkse Plassen. Het dorp wordt doorsneden door de Breevaart. In het zuiden is het vastgegroeid aan Gouda. In het noorden grenst het aan recreatiegebied De Reeuwijkse Hout. In het zuiden van het dorp, tegen Gouda aan, bevindt zich bedrijventerrein Zoutman, waar het grootste deel van de bedrijvigheid zich bevindt.

## Geschiedenis
Het dorp is ontstaan langs de Breevaart, een middeleeuwse vaart die oorspronkelijk van Gouda naar Bodegraven voerde. De aanleg van de tolweg tussen die twee plaatsen bracht de ontwikkeling van het dorp pas goed op gang, en gedurende de negentiende eeuw werd Reeuwijk-Brug het bestuurlijke centrum van de gemeente Reeuwijk, ten koste van Reeuwijk-Dorp. Lange tijd was het dorp een belangrijk centrum voor de turfwinning.
Na de Tweede Wereldoorlog werd het dorp uitgebreid. In eerste instantie ten westen van de Breevaart, maar later ook ten oosten daarvan.

## Bevolking
In 2010 had Reeuwijk-Brug 7.770 inwoners, ongeveer vijftig minder dan een jaar eerder. Het gemiddelde inkomen per inwoner lag in 2009 op ongeveer 26.500 euro (ter vergelijking: het Nederlands gemiddelde lag in datzelfde jaar op €21.100), en hun woningen zijn gemiddeld 387.000 euro waard. Tien procent van de inwoners is van allochtone komaf, vier procent niet-westers.